# 11. století př. n. l.

## Události
1069 př. n. l. umírá Ramesse XI. a končí 20. dynastie.

## Hlavy států
- Asýrie: Tiglatpilesar I. (†1076), Ašaréd-apil-Ekur (†1074), Aššur-bél-kala (†1056), Eríba-Adad II. (†1054), Šamší-Adad IV. (†1050), Aššurnasirpal I. (†1031), Salmanassar II. (†1019), Aššur-nárárí IV. (†1013), Aššur-rabi II.
- Babylonie: Marduk-Nádin-Achché (†1084), Marduk-Šapik-Zerimati (†1071), Adad-Apla-Iddina (†1049), Marduk-Achché-Eríba (†1048), Marduk-Zer-? (†1036), Nabú-Šum-Libur (†1029), Simmaš-Šichu (†1010), Ea-Mukin-Šumi (1008), Kassu-Nádin-Achché (†1006), E-Ulmaš-Šakin-Šumi

12. století př. n. l. – 11. století př. n. l. – 10. století př. n. l.